# Ekelöf Point
Der Ekelöf Point oder Kap Ekelöf ist eine hohe und felsige Landspitze im Osten der James-Ross-Insel. Sie markiert die Nordseite der Einfahrt zur Markham Bay und liegt 8 km südwestlich des Kap Gage.
Entdeckt und erstmals kartiert wurde sie durch Teilnehmer der schwedischen Antarktisexpedition (1901–1903) unter der Leitung Otto Nordenskjölds. Nordenskjöld benannte sie als Kap Ekelöf nach Erik Alexander Ekelöf (1875–1936), dem Arzt dieser Forschungsreise. Vermessungen des Falkland Islands Dependencies Survey enthüllten 1953 die eigentliche Natur des Objekts als Landspitze, so dass Nordenskjölds Benennung entsprechend angepasst wurde.